# Pnączarek
Pnączarek (Ototylomys) – rodzaj ssaków z podrodziny gałęziaków (Tylomyinae) w obrębie rodziny chomikowatych (Cricetidae).

## Rozmieszczenie geograficzne
Rodzaj obejmuje gatunki występujące we wschodnim Meksyku (Półwysep Jukatan), w południowo-wschodnim Meksyku (południowe części stanów Tabasco i Chiapas), w Belize, w Hondurasie, Salwadorze, Nikaragui, północno-zachodniej Kostaryce, a także we wschodniej i centralnej części Gwatemali (Coban, Chimoxin, Finca Chamii i Alta Verapaz).

## Morfologia
Długość ciała (bez ogona) 124–194 mm, długość ogona 109–174 mm, długość ucha 20–27 mm, długość tylnej stopy 30–34 mm; masa ciała 55–165 g.

## Systematyka
Rodzaj zdefiniował w 1901 roku amerykański zoolog Clinton Hart Merriam w artykule zatytułowanym Siedem nowych ssaków z Meksyku, włącznie z nowym rodzajem gryzoni, opublikowanym w czasopiśmie „Proceedings of the Washington Academy of Science”. Gatunkiem typowym jest (oznaczenie monotypowe) pnączarek wielkouchy (O. phyllotis). 

### Etymologia
Ototylomys: gr. ους ous, ωτος ōtos ‘ucho’; rodzaj Tylomys W.C.H. Peters, 1866 (gałęziak).

### Podział systematyczny
Do rodzaju należą następujące gatunki:
| Grafika | Gatunek               | Autor i rok opisu                                                                                        | Nazwa zwyczajowa     | Podgatunki         | Rozmieszczenie geograficzne | Podstawowe wymiary                             | Status IUCN |
| ------- | --------------------- | --- | -------------------- | ------------------ | --- | ---------------------------------------------- | ----------- |
|         | Ototylomys phyllotis  | C.H. Merriam, 1901                                                                                       | pnączarek wielkouchy | 3 podgatunki       | Meksyk (południowe Tabasco, północne Chiapas, półwysep Jukatan, zapisy w zachodnio-środkowym Guerrero) na południe do środkowej Kostaryki; zakres wysokości: do 2000 m n.p.m. | DC: 12,4–16,4 cm DO: 10,9–17,4 cm MC: 80–120 g | LC          |
|         | Ototylomys chiapensis | C.A. Porter, N.E. Beasley, Ordóñez-Garza, Lindsey, D.S. Rogers, Lewis-Rogers, Sites & R.D. Bradley, 2017 |                      | gatunek monotypowy | endemit Meksyku: znany z dwóch miejsc w Chiapas (rezerwat biosfery El Ocote i obszar ochronny La Pera); zakres wysokości: 700–1000 m n.p.m.                                   | DC: 13,9–19,4 cm DO: 13,5–17,4 cm MC: 55–165 g | NE          |